# 69311 Russ
69311 Russ este un asteroid care intersectează orbita planetei Marte.

## Descriere
69311 Russ este un asteroid care intersectează orbita planetei Marte. Asteroidul prezintă o orbită caracterizată de o semiaxă mare de 2,37 ua, o excentricitate de 0,33 și o înclinație de 22,6° în raport cu ecliptica.